# Линье (Шаранта)
Линье́ (фр. Ligné) — коммуна во Франции, находится в регионе Пуату — Шаранта. Департамент — Шаранта. Входит в состав кантона Эгр. Округ коммуны — Конфолан.
Код INSEE коммуны — 16185.
Коммуна расположена приблизительно в 370 км к юго-западу от Парижа, в 80 км южнее Пуатье, в 31 км к северу от Ангулема.

## Население
Население коммуны на 2008 год составляло 170 человек.
| 1962 | 1968 | 1975 | 1982 | 1990 | 1999 | 2008 |
| ---- | ---- | ---- | ---- | ---- | ---- | ---- |
| 250  | 226  | 219  | 216  | 194  | 158  | 170  |

## Администрация
| Период | Период | Фамилия          | Партия       | Примечания |
| ------ | ------ | ---------------- | ------------ | ---------- |
|        | 1959   | Филипп Мортюссак |              |            |
| 1959   | 1961   | Фернан Таллон    |              | фермер     |
| 1961   | 1983   | Робер Симмоно    |              |            |
| 1983   | 2001   | Робер Пико       |              |            |
| 2001   | 2014   | Жан-Поль Мартен  | беспартийный | пенсионер  |

## Экономика
Основу экономики составляет сельское хозяйство (виноградарство и выращивание зерновых культур).
В 2007 году среди 95 человек в трудоспособном возрасте (15—64 лет) 60 были экономически активными, 35 — неактивными (показатель активности — 63,2 %, в 1999 году было 65,5 %). Из 60 активных работали 57 человек (36 мужчин и 21 женщина), безработных было 3 (0 мужчин и 3 женщины). Среди 35 неактивных 5 человек были учениками или студентами, 17 — пенсионерами, 13 были неактивными по другим причинам.

## Достопримечательности
- Приходская церковь Нотр-Дам, бывший монастырь XII века
  - Серия фресок XIII—XIV веков. Исторический памятник с 1966 года[3]
- Средневековое кладбище рыцарей, на котором находятся 70 могил тамплиеров XII—XIV веков. Исторический памятник
  - Крест с надписью «осанна» (1654 год). Исторический памятник с 1973 года[4]
- Бывшая протестантская церковь (XIX век)

## Фотогалерея

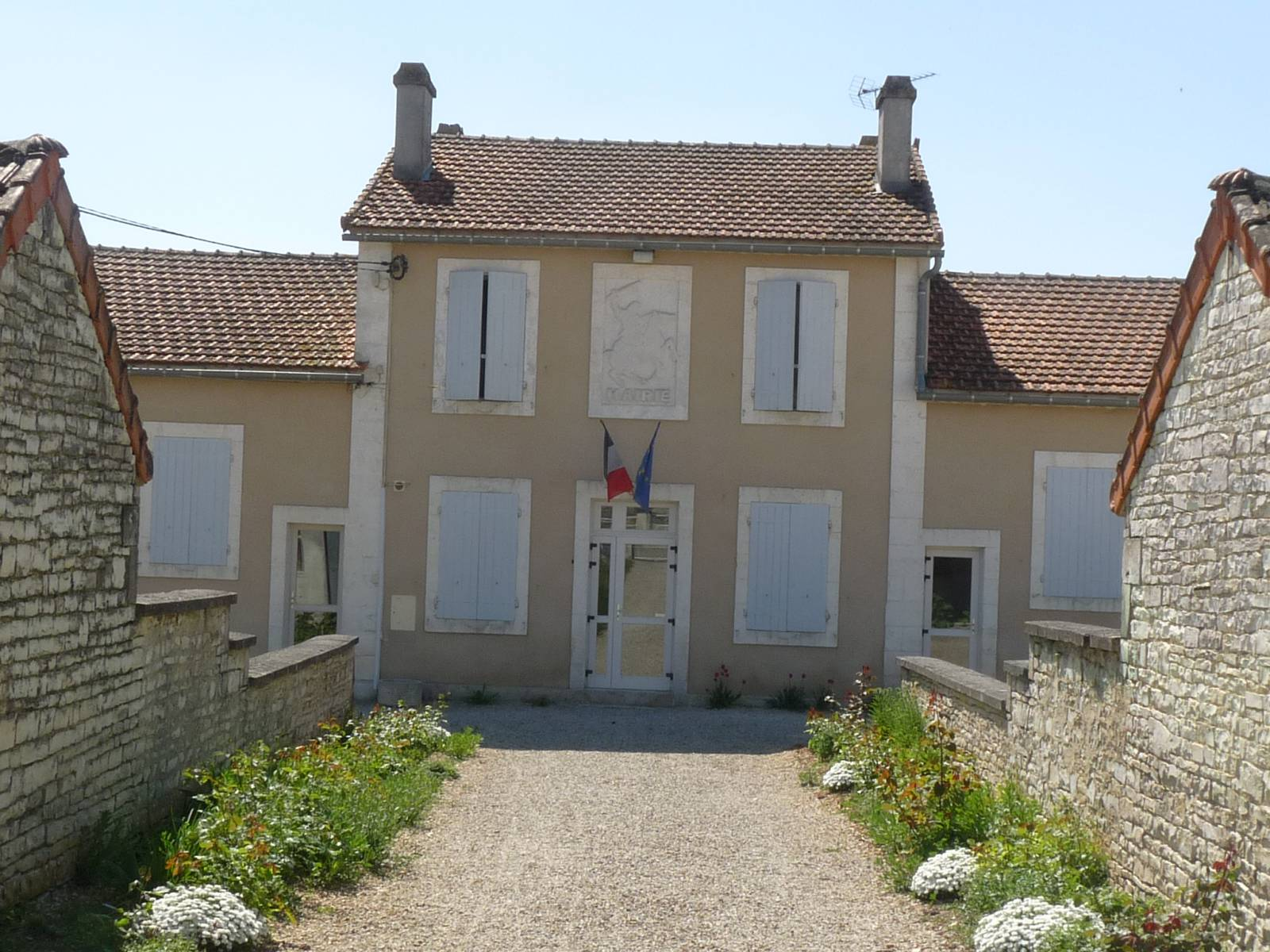
Мэрия
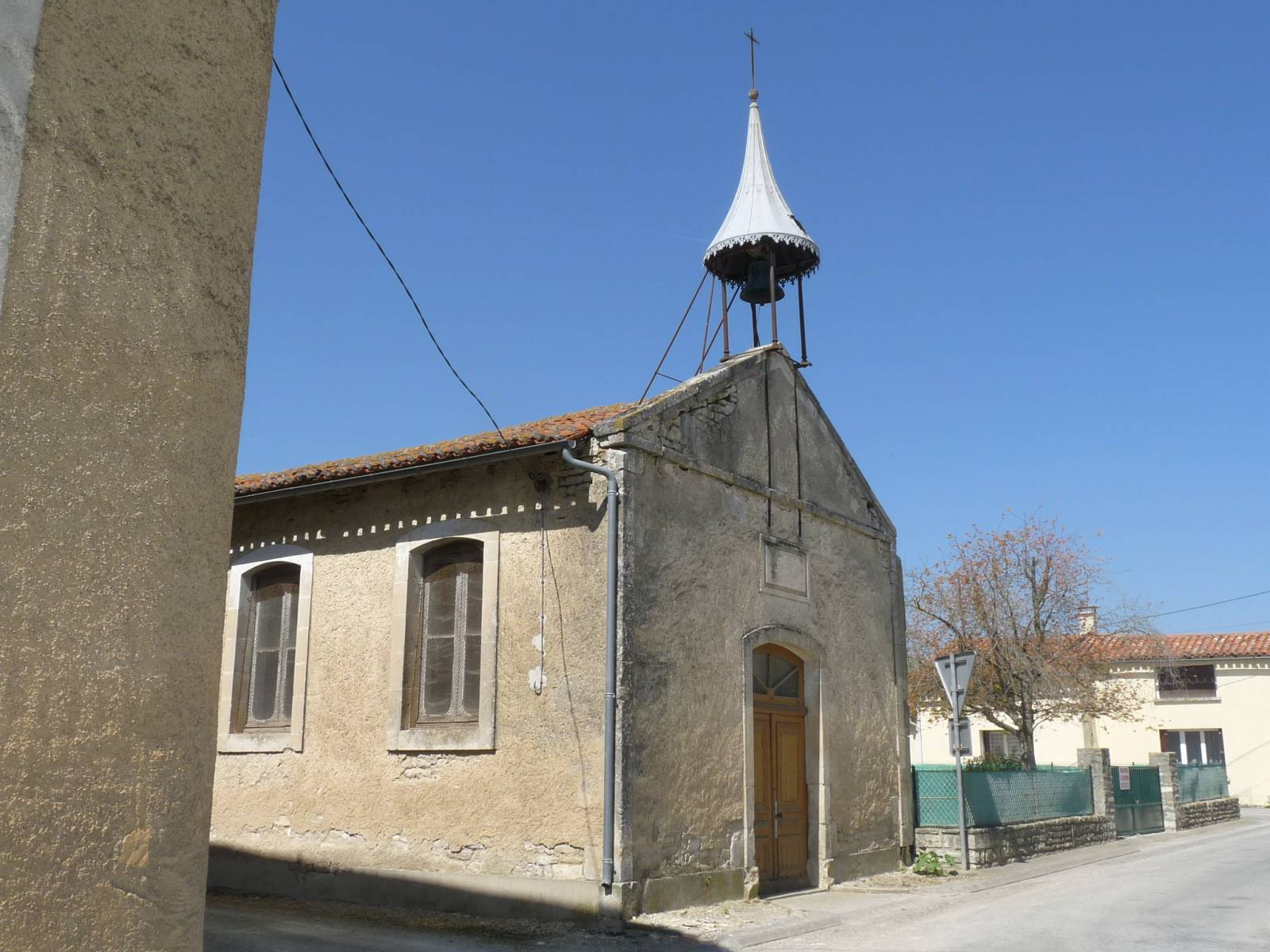
Бывшая протестантская церковь
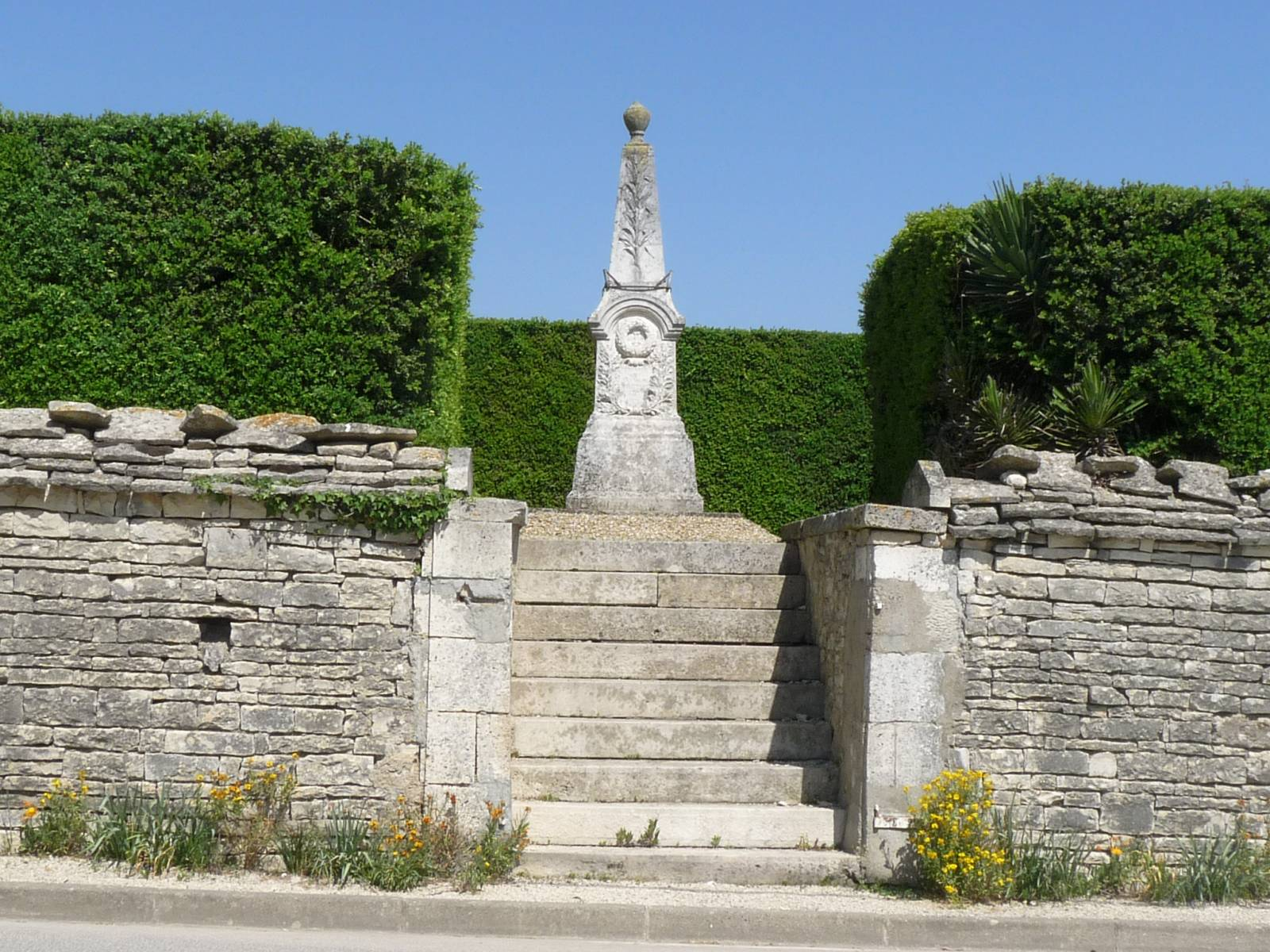
Военный мемориал